# Experimento de Geiger-Marsden

Comparação entre os resultados esperados para o experimento de Geiger–Marsden segundo o modelo de Thomson (figura superior) e segundo o modelo de Rutherford (figura inferior). É importante observar que a figura não está em escala, pois o núcleo atômico é muito menor do que a eletrosfera.

O experimento de Geiger–Marsden, também conhecido como experimento da folha de ouro ou experimento de Rutherford, foi uma experiência científica realizada por Hans Geiger e Ernest Marsden em 1909 com o objetivo de investigar a estrutura do átomo. O experimento foi realizado sob a supervisão de Ernest Rutherford nos laboratórios de Física da Universidade de Manchester, no Reino Unido. Os resultados do experimento demonstraram pela primeira vez a existência do núcleo atômico, o que não era consistente com o modelo atômico de Thomson, proposto em 1904 por Joseph John Thomson.
O experimento de Rutherford consistiu em um feixe de partículas alfa gerados pelo decaimento radioativo do radônio, normalmente executado em uma folha de ouro muito fina em uma câmara evacuada.

## História
Ernest Rutherford um dos 12 filhos de uma família modesta de fazendeiros na Nova Zelândia. Passou a maior parte de sua vida profissional nas universidades de Montreal, Canadá (1895 – 1898), Manchester (1898 – 1907) e Cambridge (1919 – 1937), Inglaterra. Rutherford descobriu e nomeou as radiações alfa e beta, descobriu o núcleo do átomo e o próton e ainda sugeriu a existência do nêutron, realizou a primeira transmutação da história e ganhou o Prêmio Nobel de Química, em 1908 (com apenas 37 anos), ao explicar a radioatividade.
Em 1908, Rutherford lecionava na Universidade de Manchester, onde tinha uma série de alunos brilhantes, dentre eles, Johannes (Hans) Wilhelm Geiger (1882 – 1945) e Ernest Marsden. Pediu aos dois que fizessem o que ficou conhecido como experimento de Geiger-Marsden, que consistia em bombardear uma folha finíssima de ouro com radiação alfa e medir o espalhamento dessas partículas.
Rutherford relembrou o momento em que ouvira os resultados, na escada da universidade: “Foi o momento mais extraordinário da minha vida. Era como se bombardeassem uma folha de papel com obuses de quarenta milímetros e alguns deles ricocheteassem de volta”.
Foi o que aconteceu. A grande maioria das partículas alfa atravessava a folha de ouro quase sem desvio, como previa o modelo atômico de Thomson. O grande e surpreendente resultado foi que algumas poucas partículas (aproximadamente 1 em 20.000) eram ricocheteadas pelos átomos da folha de ouro a grandes ângulos. O experimento foi repetido usando folhas de outros materiais. Quanto maior o massa atômica do material, mais partículas eram espalhadas a grandes ângulos. 
Para extrair um elétron de um átomo, é necessária uma certa quantidade de energia. Da mesma forma, cada núcleon (próton ou nêutron) necessita também de grande quantidade de energia, que é da ordem de milhões de vezes. Por esse motivo, a física nuclear é denominada física de alta energia.
A física nuclear tem como objeto de estudo o núcleo atômico e suas propriedades. Os núcleos possuem propriedades que podem ser classificadas como estáticas (carga, tamanho, forma, massa, energia de ligação, spin, paridade, momentos eletromagnéticos, etc.) e dinâmicas (radioatividade, estados excitados, reações nucleares, etc.)
Estas propriedades são analisadas através de modelos nucleares que são baseados na mecânica quântica, relatividade e teoria quântica de campos. A descoberta de que os nucleons (prótons e nêutrons) são na realidade sistemas compostos, redirecionou o interesse dos físicos nucleares para a investigação dos graus de liberdade de quarks e, com isto, atualmente os domínios da pesquisa da física nuclear e da física de partículas se tornaram interligados.
De acordo com o Modelo atômico de Thomson, todas as partículas alfa deveriam atravessar a matéria.
Rutherford descobriu que algumas delas eram defletidas.
Mas, se o modelo de Thomson não explicava o experimento de Geiger-Marsden, que modelo explicaria?
Se o átomo não era um pudim de passas, qual o objeto de nosso conhecimento macroscópico que mais se aproximaria da realidade invisível do submicroscópico?
Em 1904, o cientista japonês Hantaro Nagaoka (1865 – 1950) desenvolvera um modelo para o átomo baseado no planeta Saturno e de suas luas, que ficou conhecido como modelo atômico saturniano. 

Imagem estilizada do modelo de Rutherford para o átomo de Lítio.

A estabilidade dos anéis de Saturno se deve ao planeta possuir uma grande massa.  Analogamente, Nagaoka propôs um modelo para o átomo em que haveria um núcleo positivo massivo e, girando em torno dele, os elétrons. O modelo de Nagaoka explicava alguns experimentos, mas falhava em outros, e foi abandonado pelo cientista japonês, em 1908.
Parece que Rutherford decidiu utilizar o sistema planetário inteiro, em vez de apenas Saturno, para desenvolver seu modelo.
Rutherford: “No experimento, percebi que esta dispersão para trás deve ser o resultado de uma colisão, e quando eu fiz os cálculos, vi que era impossível obter qualquer coisa dessa ordem de grandeza a menos que você tome um sistema no qual a maior parte do massa do átomo foi concentrada em um núcleo minúsculo. Foi quando tive a ideia de um átomo com um pequeno centro de massa, levando uma carga.”
Em 1911, publicou um artigo em que descrevia seu modelo atômico. O 
átomo consistiria em um núcleo muito pequeno, positivamente carregado, rodeado por uma nuvem de 
elétrons (em forma de esfera e não de disco, como no modelo saturniano). A massa do átomo estaria quase que totalmente concentrada no núcleo. Seu modelo baseou-se no experimento de Geiger-Marsden e cálculos de espalhamento baseados em interações coulombianas. Com isso, Rutherford foi capaz de determinar uma fórmula para o espalhamento e estimar o raio atômico.
A descrição do átomo de Rutherford lançou as bases para todos os futuros modelos atômicos e o desenvolvimento da física nuclear.
Interessante que apesar de outros modelos atômicos mais modernos terem sido desenvolvidos e explicarem melhor a natureza da matéria, a imagem do átomo que vem à cabeça das pessoas é a da figura acima. E, provavelmente, o desenho nem é de Rutherford, pois, em momento nenhum de sua teoria ele fala em trajetória dos elétrons, e sim numa nuvem. Em termos quantitativos, o modelo de Rutherford estimou que o raio do núcleo do átomo de ouro devesse ser da ordem de 10−14m, ou seja, 4 ordens de grandeza menores que o átomo (o raio do átomo é da ordem de 10−10m ). Mais um motivo para Rutherford não ter desenhado nosso simpático símbolo do  átomo. Para se ter uma ideia, digamos que o núcleo do átomo fosse do tamanho de uma bola pingue- pongue e fosse colocado no centro de um estádio de futebol. O átomo então seria do tamanho do estádio inteiro!
Curiosamente, a teoria eletromagnética que fundamentou todos os cálculos de Rutherford seria aquela que tornaria seu modelo teoricamente inviável. De acordo com a teoria do eletromagnetismo, cargas aceleradas emitem energia. Elétrons orbitando em torno do núcleo (o movimento circular é acelerado) deveriam perder energia mecânica e, de acordo com a física clássica, sua trajetória seria uma espiral em direção ao núcleo. Se os átomos fossem como Rutherford sugeria, toda a matéria se desintegraria em fração de segundos.